# Паровоздушный насос

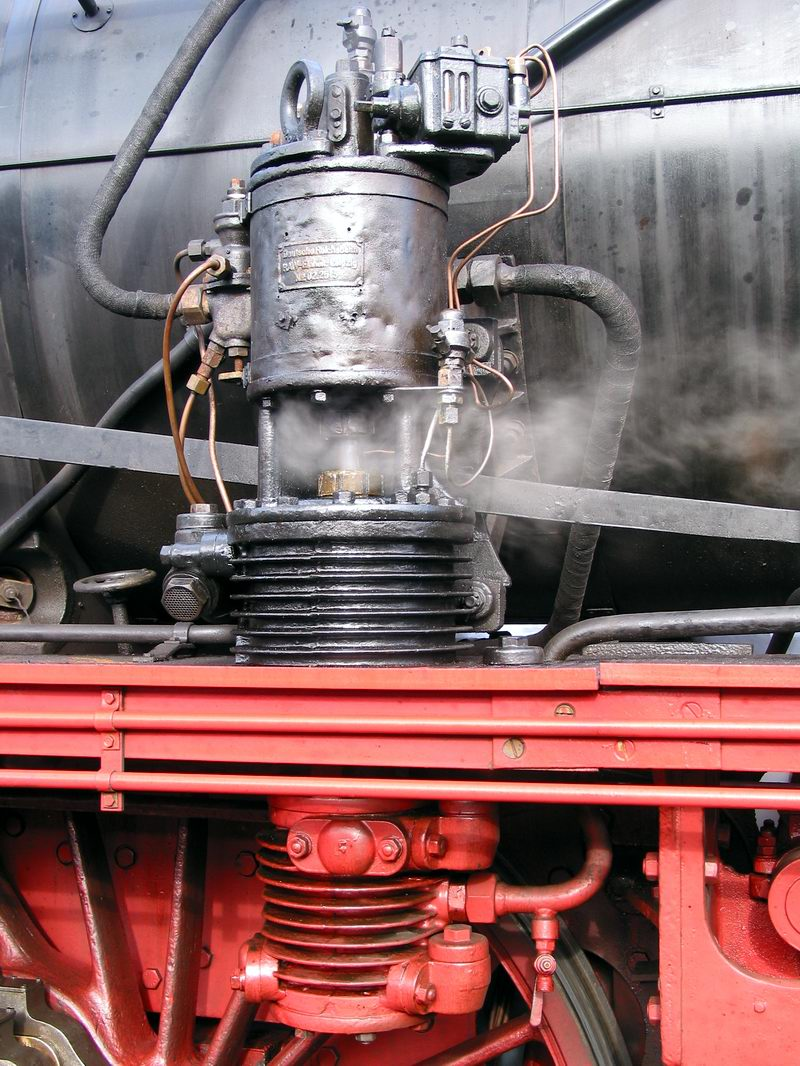
Паровоздушный насос

Паровозду́шныи насо́с (англ. Steam Pump) — один из агрегатов, которые применяются на паровозе.
Паровоздушный насос состоит из:
- паровой машины;
- объединённого с ним общим штоком нагнетательного воздушного насоса (компрессора).

Он предназначен для питания тормозной сети поезда сжатым воздухом и для обслуживания различных механизмов, например, песочницы и т. п.
Производительность — около 3000 литров воздуха в минуту, засасываемого при атмосферном давлении, который компрессор сжимает до давления в 12 кг/см² при скорости до 70 ходов в мин.
Данный агрегат имеет КПД не выше 3 %, однако, паровоздушный насос надёжен и прост.

## Классификация
- Одноцилиндровый
- Многоцилиндровый
  - Тандем-насос. Оси цилиндров высокого и низкого давления тандем-насоса, в отличие от компаунд-насоса, расположены на одной геометрической оси, поршни связаны между собой единым штоком. Устанавливался на паровозах постройки преимущественно до 1946 года.
  - Компаунд-насос. Оси цилиндров высокого и низкого давления в отличие от тандем-насоса не имеют общего штока и расположены параллельно. Устанавливался на паровозах постройки после 1946 года.